# 藤山直樹
藤山 直樹（ふじやま なおき、1953年 - ）は、日本の精神科医・精神分析家。上智大学名誉教授。

## 来歴
福岡県生まれ、山口県で育つ。1978年東京大学医学部医学科卒業。東京大学医学部附属病院医員、1982年帝京大学医学部附属病院助手、1989年帝京大学医学部附属溝口病院助手、1994年 東京大学保健管理センター講師。「解釈はどのようにして用いられるのか—解釈を「証明」する行動を素材として」で帝京大学より博士（医学）の学位を取得。1999年日本女子大学人間社会学部教授。精神分析オフィス開業。2000年東京大学客員教授。2001年上智大学文学部心理学科教授、2005年同総合人間学部心理学科教授、2019年退任。

## 受賞歴
- 1994年 - 日本精神分析学会奨励賞

## 学会
- 国際精神分析学会正会員、認定精神分析家
- 日本精神分析協会正会員、訓練分析家
- 日本精神分析学会会長

## 著書

### 単著
- 『精神分析という営み 生きた空間をもとめて』岩崎学術出版社 2003
- 『集中講義・精神分析 上 (精神分析とは何か/フロイトの仕事) 』岩崎学術出版社, 2008
- 『集中講義・精神分析 下 (フロイト以後) 』岩崎学術出版社 2010
- 『続・精神分析という営み (本物の時間をもとめて) 』岩崎学術出版社 2010
- 『精神分析という語らい』岩崎学術出版社, 2011
- 『落語の国の精神分析』みすず書房 2012

### 共編
- 『現代フロイト読本』1-2 西園昌久監修 北山修編集代表 松木邦裕,福本修共編 みすず書房 2008

### 翻訳
- T.H.オグデン『こころのマトリックス 対象関係論との対話』岩崎学術出版社 1996
- 『ウィニコット著作集 第4巻 子どもを考える』牛島定信,生地新共監訳 岩崎学術出版社 2008
- ジョゼフ・サンドラー,クリストファー・デア,アレックス・ホルダー『患者と分析者 精神分析の基礎知識』第2版 北山修共監訳 誠信書房 2008

## 関連人物
- 皆川邦直
- 岡野憲一郎
- 衣笠隆幸
- 妙木浩之